# Треффор-Кюїзья
Треффо́р-Кюїзья́ (фр. Treffort-Cuisiat) — колишній муніципалітет у Франції, у регіоні Овернь-Рона-Альпи, департамент Ен. Населення — 2254 осіб (2011).
Муніципалітет був розташований на відстані близько 370 км на південний схід від Парижа, 70 км на північний схід від Ліона, 14 км на північний схід від Бург-ан-Бресса.

## Історія
До 2015 року муніципалітет перебував у складі регіону Рона-Альпи. Від 1 січня 2016 року належав до нового об'єднаного регіону Овернь-Рона-Альпи.
1 січня 2016 року Треффор-Кюїзья і Пресья було об'єднано в новий муніципалітет Валь-Ревермон.

## Демографія
Динаміка населення (INSEE і Cassini ):
Розподіл населення за віком та статтю (2006):
| Стать | Всього | До 15 років | 15-24 | 25-44 | 45-64 | 65-85 | Понад 85 |
| --- | ------ | ----------- | ----- | ----- | ----- | ----- | -------- |
| Чоловіки | 995    | 184         | 96    | 252   | 307   | 148   | 8        |
| Жінки | 1015   | 219         | 96    | 280   | 244   | 168   | 8        |
| \| Статево-вікова піраміда \| Статево-вікова піраміда \| Статево-вікова піраміда \| \| ----------------------- \| ----------------------- \| ----------------------- \| \| Чоловіки \| Вік \| Жінки \| \| 8 \| 85 + \| 8 \| \| 36 \| 80-84 \| 44 \| \| 20 \| 75-79 \| 48 \| \| 36 \| 70-74 \| 40 \| \| 56 \| 65-69 \| 36 \| \| 44 \| 60-64 \| 36 \| \| 64 \| 55-59 \| 40 \| \| 95 \| 50-54 \| 80 \| \| 104 \| 45-49 \| 88 \| \| 72 \| 40-44 \| 80 \| \| 56 \| 35-39 \| 68 \| \| 68 \| 30-34 \| 76 \| \| 56 \| 25-29 \| 56 \| \| 44 \| 20-24 \| 48 \| \| 52 \| 15-20 \| 48 \| \| 60 \| 10-14 \| 76 \| \| 60 \| 5-9 \| 95 \| \| 64 \| 0-4 \| 48 \| |        |             |       |       |       |       |          |
| Статево-вікова піраміда |        |             |       |       |       |       |          |
| Чоловіки | Вік    | Жінки       |       |       |       |       |          |
| 8 | 85 +   | 8           |       |       |       |       |          |
| 36 | 80-84  | 44          |       |       |       |       |          |
| 20 | 75-79  | 48          |       |       |       |       |          |
| 36 | 70-74  | 40          |       |       |       |       |          |
| 56 | 65-69  | 36          |       |       |       |       |          |
| 44 | 60-64  | 36          |       |       |       |       |          |
| 64 | 55-59  | 40          |       |       |       |       |          |
| 95 | 50-54  | 80          |       |       |       |       |          |
| 104 | 45-49  | 88          |       |       |       |       |          |
| 72 | 40-44  | 80          |       |       |       |       |          |
| 56 | 35-39  | 68          |       |       |       |       |          |
| 68 | 30-34  | 76          |       |       |       |       |          |
| 56 | 25-29  | 56          |       |       |       |       |          |
| 44 | 20-24  | 48          |       |       |       |       |          |
| 52 | 15-20  | 48          |       |       |       |       |          |
| 60 | 10-14  | 76          |       |       |       |       |          |
| 60 | 5-9    | 95          |       |       |       |       |          |
| 64 | 0-4    | 48          |       |       |       |       |          |

## Економіка
2010 року серед 1423 осіб працездатного віку (15—64 років) 1119 були активними, 304 — неактивними (показник активності 78,6%, у 1999 році було 76,6%). З 1119 активних мешканців працювала 1041 особа (561 чоловік та 480 жінок), безробітними було 78 (34 чоловіки та 44 жінки). Серед 304 неактивних 94 особи були учнями чи студентами, 136 — пенсіонерами, 74 були неактивними з інших причин.

У 2010 році в муніципалітеті числилось 908 оподаткованих домогосподарств, у яких проживали 2220,5 особи, медіана доходів виносила 19 591 євро на одного особоспоживача